# Фрисландія (Нідерланди)
53°11′44″ пн. ш. 5°42′31″ сх. д. / 53.19556° пн. ш. 5.70861° сх. д.
Фрисландія (нід. Friesland, фриз. Fryslân) — провінція на півночі Нідерландів. Столиця і найбільше місто — Леуварден.

## Географія
Велика частина Фрисландії знаходиться на материку, крім того, до складу провінції входить ряд Західно-Фризьких островів, в тому числі, Вліланд, Терсхеллінг, Амеланд та Схірмонніког, які пов'язані з материком поромних сполученням.
Фрисландія, включаючи акваторію, є найбільшою нідерландської провінцією — 5748,74 км; за площею суходолу це третя за величиною провінція — 3341,70 км.
Найвища точка розташовується на висоті 45 м над рівнем моря на острові Вліланд.

## Найбільші міста
Міста з населенням понад 30 тисяч осіб:
| Назва міста | Населення, осіб (2009) |
| ----------- | ---------------------- |
| Леуварден   | 93498                  |
| Драхтен     | 55201                  |
| Геренвен    | 43334                  |
| Снек        | 33260                  |

## Громади
| Рік  | Кількість громад |
| ---- | ---------------- |
| 1851 | 43               |
| 1934 | 42               |
| 1942 | 44               |
| 1984 | 31               |
| 2011 | 27               |
| 2014 | 24               |
| 2018 | 20               |
| 2019 | 18               |

З 1 січня 2019 року провінція нараховує 18 громад.
| - Ахткарспелен - Амеланд - Дантюмадел - Фріске Маррен - Харлінген - Геренвен - Леуварден - Північно-Східна Фрисландія - Остстеллінгверф | - Опстерланд - Схірмонніког - Смаллінгерланд - Південно-Західна Фрисландія - Терсхеллінг - Тітйеркстерадел - Вліланд - Вадхуке - Вестстеллінгверф | Поділ провінції на громади |